# Luciana (Vorname)
Luciana ist ein weiblicher Vorname.
Es handelt sich um eine Variante von Lucianus, der auf den Namen Lucius zurückgeht. Die männliche Form lautet Luciano.

## Namensträgerinnen
- Luciana Aigner-Foresti (* 1936), italienische Historikerin
- Luciana Angiolillo (1925–2014), italienische Schauspielerin
- Luciana Arrighi (* 1940), italienische Filmarchitektin, Kostüm- und Szenenbildnerin
- Luciana Aymar (* 1977), argentinische Hockeyspielerin
- Luciana Berger (* 1981), Abgeordnete im britischen Unterhaus
- Luciana Carro (* 1981), kanadische Schauspielerin
- Luciana Castellina (* 1929), italienische Politikerin und Journalistin
- Luciana Diniz (* 1970), brasilianische Springreiterin
- Luciana Maria Dionizio (* 1987), brasilianische Fußballtorhüterin
- Luciana Fernández (2005), peruanische Leichtathletin
- Luciana França (* 1977), brasilianische Hürdenläuferin
- Luciana Gennari (* 2002), argentinische Leichtathletin
- Luciana Genro (* 1971), brasilianische Politikerin
- Luciana Gilli (* 1944), italienische Schauspielerin
- Luciana Gimenez Morad (* 1969), brasilianisches Fotomodell und TV-Moderatorin
- Luciana Gómez-Iriondo (* 2003), argentinische Leichtathletin
- Luciana Lamorgese (* 1953), italienische Präfektin und Innenministerin
- Luciana Martins (* 1963), brasilianische Kulturwissenschaftlerin
- Luciana Mascaraña (* 1981), uruguayische Fußballschiedsrichterassistentin
- Luciana Mello (* 1979), brasilianische Tänzerin und Sängerin
- Luciana Morales Mendoza (* 1987), peruanische Schachspielerin
- Luciana Paluzzi (* 1937), italienische Schauspielerin
- Luciana Paoli (* um 1940), ehemaliges italienisches Model und Schauspielerin
- Luciana Pedraza (* 1972), argentinische Schauspielerin
- Luciana Rabello (* 1961), brasilianische Cavaquinhospielerin und Komponistin
- Luciana dos Santos (* 1970), ehemalige brasilianische Leichtathletin
- Luciana Santos (* 1965), brasilianische Politikerin
- Luciana Scordamaglia (* 1994), argentinische Handballspielerin
- Luciana Serra (* 1946), italienische Opernsängerin
- Luciana De Simoni (* 1957), italienische Medailleurin
- Luciana Souza (* 1966), brasilianische Jazzsängerin
- Luciana Stegagno-Picchio (1920–2008), italienische Romanistin
- Luciana Zogbi (* 1994), brasilianisch-libanesische Sängerin, Songwriterin und Musikerin